# Stéréotaxie

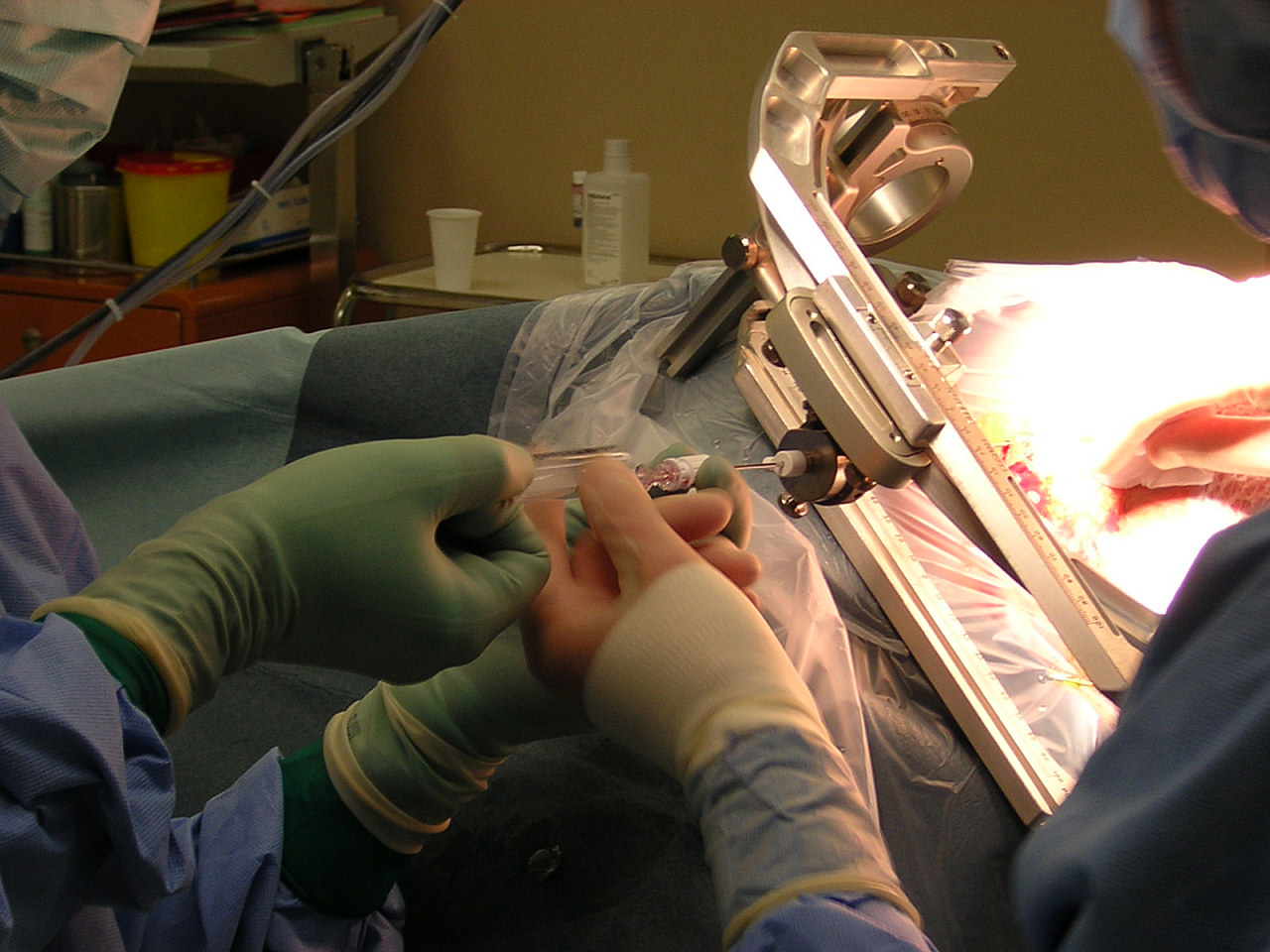
Biopsie du cerveau grâce à une aiguille montée sur un cadre stéréotaxique.

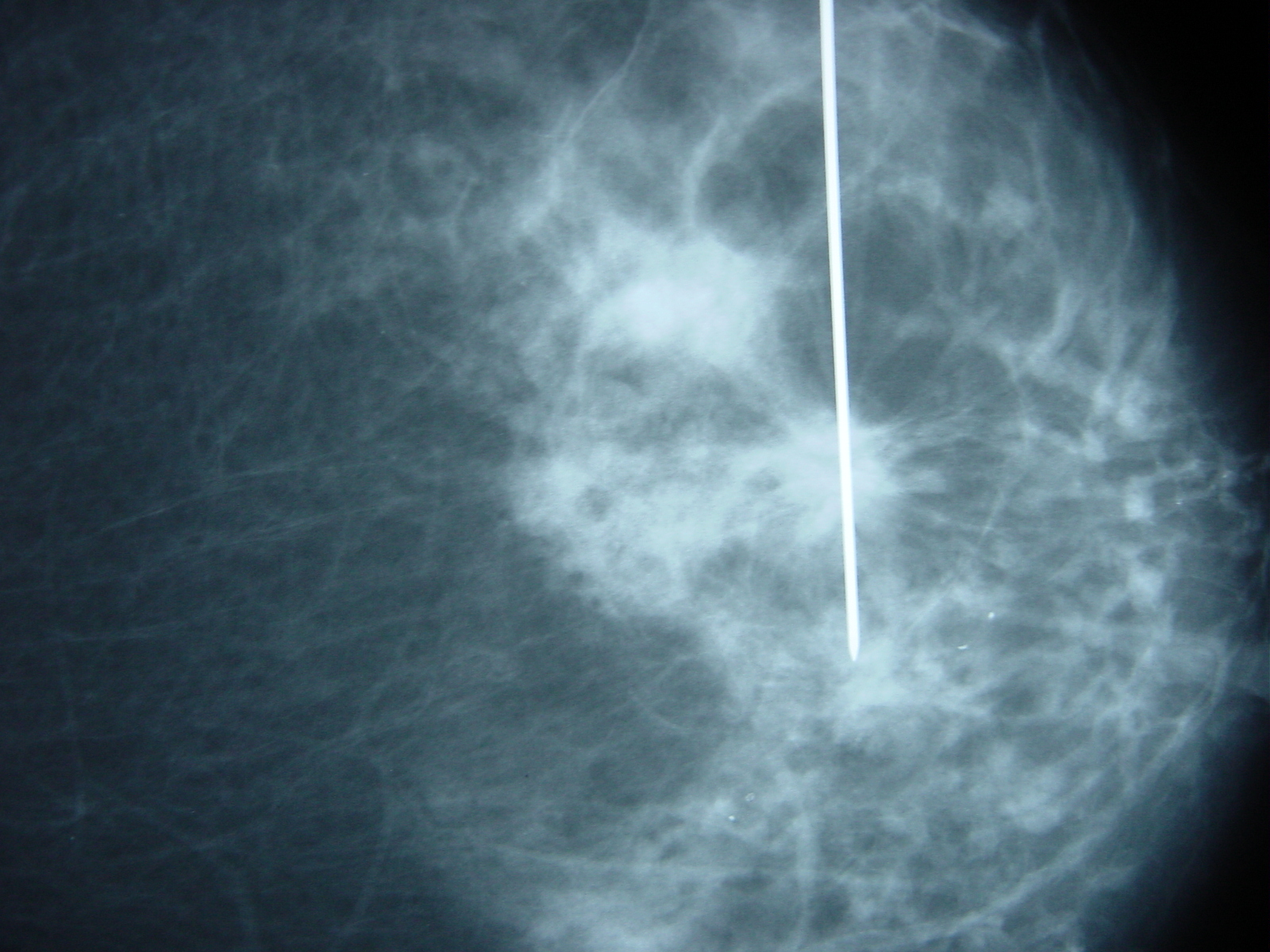
Image radiographique de contrôle de pose d'un « harpon » sur un sein en vue d'une biopsie.

La stéréotaxie est une technique utilisée en neurochirurgie pour atteindre des zones du cerveau de manière précise. Elle permet de définir la position d'une structure grâce à un système de coordonnées 3D dans l'espace et de l'atteindre pour procéder à un traitement, une biopsie, etc. La méthode assure une meilleure précision tout en étant moins invasive qu'une intervention classique : elle ne cible que les cellules malades ou toxiques.

## Principes
On définit au préalable un espace de référence. On fixe pour cela un système de contention : la tête du patient est bien calée sur le cadre, et un « filet » en plastique thermoformable est moulé sur le visage, et maintenu par des attaches latérales. Ce positionnement ferme permet de le reproduire exactement lors de chaque séance. On utilise ensuite des moyens d'imagerie médicale (IRM, tomodensitométrie, radiographie, etc.) pour déduire un système de coordonnées en 3D relatif au cadre et obtenir les positions très précises des cibles dans ce nouveau référentiel.
Les informations obtenues sont enregistrées dans le dispositif informatisé, et permettent à l'équipe de définir précisément les positions des zones qui seront ciblées, et de déterminer des masques. Une séance « à vide » permet d'affiner les réglages en contrôlant soigneusement le ciblage et le dosage des rayons.
La précision du ciblage varie selon le système et la profondeur de la zone à atteindre, elle peut être de l'ordre du millimètre. 

## Utilisation
La chirurgie stéréotaxique est indiquée pour :
- les biopsies (tumeurs, gliomes, etc.), les interventions de ce type sont courantes sous stéréotaxie ;
- le traitement de la maladie de Parkinson par l'introduction d'électrodes à des endroits très précis du cerveau ;
- le traitement des tremblements et des mouvements anormaux ;
- le traitement de l'épilepsie ;
- le combat contre la douleur en détruisant certaines zones impliquées.

Elle est également utilisée dans la recherche en neurosciences (par exemple ablation de l'hippocampe chez l'animal sans endommager les structures adjacentes),,.
La technique stéréotaxique est aussi utilisée dans le traitement anticancéreux in situ de tumeurs solides notamment hépatiques.